# ريمون بيرك
ريمون بيرك (بالإنجليزية: Raymond Leo Burke) (و. 1948  م) هو كاهن كاثوليكي، وقاضي، وكاتب أمريكي، ولد في ريتشلاند سنتر.

## مناصب
تولى منصب راعي ‏، فرسان مالطة (منذ 6 فبراير 2017)، والكاردينال-الشماس ‏، Sant'Agata de' Goti, Rome ‏ (منذ 20 نوفمبر 2010)، وبريفيكتوس، Apostolic Signatura ‏ (27 يونيو 2008–8 نوفمبر 2014)، ورئيس الاساقفة، أبرشية الرومان الكاثوليك في سانت لويس ‏ (2 ديسمبر 2003–17 أغسطس 2008)، وأسقف، Roman Catholic Diocese of La Crosse ‏ (6 يناير 1995–2 ديسمبر 2003)، والكاردينال.
ويُعتبر أحد المرشحين لخلافة البابا فرنسيس.

## التعليم
تعلم في الجامعة الغريغورية الحبرية، والجامعة الكاثوليكية الأمريكية.